# Emínia
L'emínia (Eminia lepida) és una espècie d'ocell passeriforme que pertany a la família Cisticolidae. És monotípic del gènere Eminia.

## Identificació
És un tallarol gros, gruixut i de cua prima amb un casquet gris distintiu, una banda negra al voltant del cap i una gola color castany que embolcalla el coll. Fa uns 15 cm de llargada i pesa entre 16 i 24 grams. És típicament gruixut i de cua prima amb un casquet gris característic, una banda negra al voltant del cap i una gola castanya amb plomes llargues i laxes. La galta, el coll i les parts inferiors són grises i té un tint de verd oliva als flancs i sota les cobertores de la cua. Tenen una taca marronosa a la gola. La cua i les cobertes alars superiors mitjanes i grosses són de color verd oliva. Les cobertores menors i les cobertores inferiors són marronones. Les plomes de vol són de color marró fosc (verd oliva amb vores). L'iris és de color marró vermellós, el bec i la boca són negres i les potes són de color marró rosat. No presenta dimorfisme sexual. Les emínies més joves són de color més apagat que els adults i el pegat a la gola és més petit i pàl·lid i els ulls marrons.

## Distribució i hàbitat
Es troba a Burundi, República Democràtica del Congo, Kenya, Ruanda, Sudan del Sud, Tanzània i Uganda.
L'hàbitat natural són les zones arbustives tropicals i subtropicals humides. Es troba al sotabosc dens, matolls i enfiladisses, generalment en zones humides al llarg de les vores dels boscos, filtracions o franges de ribera, així com al voltant de jardins ben plantats. Es limita a zones amb precipitacions anuals superiors als 500 mm. Habitualment habita en zones d'altituds des dels 800 m fins als 2.500 m a Kenya. Es considera un ocell sedentari.

## Dieta i alimentació
Les emínies mantenen una dieta d'insectes i altres invertebrats, com ara erugues, arnes, llagostes, màntids, aranyes i milpeus. S'alimenta recollint el fullatge i l'escorça, buscant activament entre les fulles mortes i enrotllades, les esquerdes de l'escorça i els forats de les branques. És discret i s'amaga entre vegetació densa i pot passar fàcilment inadvertit si no canta. S'uneix a una gran varietat d'espècies frugívores i insectívores atretes per rodals d'arbres fructífers d'Euclea divinorum a Tanzània.

## Sons i comportament vocal
Els exemplars masculins solen situar-se en una perxa per cantar, principalment durant l'època de cria, fent una sèrie de trins i xiulets forts i variats, que duren entre 6 i 20 segons, que normalment contenen diversos elements repetits pronunciats cada 30 segons. La femella pronuncia un tril sec amb fins a 7 notes per segon, generalment durant la cançó masculina, formant un duet. El mascle també pronuncia crits de trinatge, alarmes amb un suau "pree" o crits de renyament més forts quan està agitat.

## Reproducció i cria
L'emínia es reprodueix durant les pluges: març-juny i octubre-nov al Sudan i RD Congo, abril-maig a Uganda i maig-agost i novembre-gen a Kenya. Intenta múltiples cries. Possiblement monògams, les parelles aparentment romanen juntes durant tot l'any, sent solitaris i territorials. Quan canten, s'asseuen junts o salten l'un al voltant de l'altre amb les plomes de la gola aixecades i la cua abanicada i erecta. Un cop acaba el duet, el mascle s'inclina cap endavant, agafant l'esquena, la gropa i les plomes dels flancs aixecades com fan el Dryoscopus. Els nius els construeixen els dos sexes, de vegades el mascle crida mentre la femella construeix. La construcció d'un niu sol durar 2 setmanes. El niu és una estructura desordenada, en forma de bola, amb entrada lateral i porxo sobresortint (fins a 8 cm de llarg) i plataforma (2,5 cm), fet de llargues franges de vegetació fibrosa i fulles teixides entre si i revestides de molsa, teranyines, arrels, plomes i planta baixa. Estan suspesos d'una branca prima o enfiladissa dins de la vegetació densa, de vegades penjats entre dos plançons, generalment d'1 a 3 m (rarament 5 m) cap amunt, sovint sobre l'aigua, on s'assembla a les restes de la branca que sobresurt. La posta inclou 2 o 3 ous incubats principalment per la femella durant 12-13 dies. Els pollets són alimentats pels dos sexes, el mascle sovint passa menjar a la femella i després alimenta els pollets. Els dos sexes també eliminen les femtes, deixant-les caure a una certa distància del niu. El període de cria és de 16 dies amb els adults acompanyant els polls, cridant fort si es veuen amenaçats. L'èxit de reproducció és baix, amb una mitjana de només 0,27 cries/parell/any a Kenya (intents múltiples durant una temporada de reproducció prolongada) amb alguns nius a la vora del rierol destruïts per inundacions.